# 핫 컨트리 송스

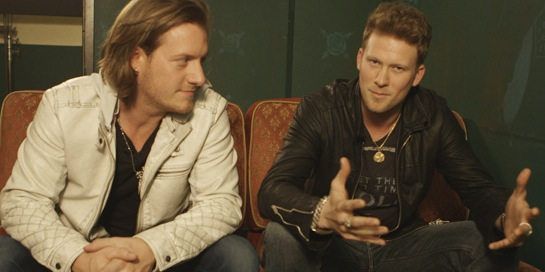
플로리다 조지아 라인은 총합 106주 동안 컨트리 차트에서 1위를 하였으며, 비비 렉사와 함께한 곡 〈Meant to Be〉는 50주 동안 1위를 하면서 가장 오랜 기간 동안 컨트리 차트에서 1위를 차지한 곡이 되었다.

핫 컨트리 송스(Hot Country Songs)는 미국의 잡지 빌보드가 발표하는 컨트리 음악 차트이다.
매주 닐슨 BDS에서 디지털 판매량과 스트리밍과 함께 에어플레이 데이터를 수집하여 매주 상위 50위의 곡을 보여준다.

## 역사
빌보드는 1944년 1월 8일부터 컨트리 노래의 인기를 모으기 시작하였다. 당시 기준은 가장 인기가 높았던 주크박스에서 많이 재생된 것이었으며, 차트의 이름도 "모스트 플레이드 주크 박스 포크 레코드"(Most Played Juke Box Folk Records)였다.
1948년부터 1958년까지 약 10년 동안 빌보드는 노래의 인기를 측정하기 위해 주크박스를 포함해 세 개의 차트를 더 사용하였다.
- "베스트 셀러" 차트 - 1948년 5월 15일, "베스트 셀링 리테일 포크 레코드"
- 에어플레이 차트 - 1949년 12월 10일 "컨트리 & 웨스턴 게코드 모스트 플레이드 바이 포크 디스크 자키"

주크박스 차트는 1957년 6월에 사라졌다. 1958년 10월 20일호를 시작으로 빌보드는 판매와 라디오 방송을 합하여 곡의 전체적인 인기를 파악하기 시작하였으며, 이를 "핫 C&W 사이드"라는 싱글 차트에 포함시켰다. 이후 이 차트는 1962년 10월 27일까지 출판되었으며, 1990년까지는 핫 컨트리 싱글스 차트(Hot Country Singles)가 되었다.
1990년 1월 20일. 핫 컨트리 싱글 차트는 100위에서 75위까지 공개하는 것으로 변경되었으며, 모든 정보를 닐슨의 브로드캐스팅 데이터 시스템에서 제공하는 정보로 순위를 만들기 시작하였다. 이후 4주 후인 2월 17일부터는 차트의 이름을 "핫 컨트리 싱글스 & 트랙스"이라는 제목으로 바꾸었다. 2001년 1월 13일자 호부터는 차트가 75위에서 60위까지만 보여주는 것으로 변경되었고, 당시 차트에 오른 모든 곡은 60위 이상에서 보낸 주만 집계하도록 조정되었다. 2005년 4월 30일에는 핫 컨트리 송스 차트로 변경되었다.

## 가장 오랜 기간 동안 1위를 차지한 곡
| 주 | 제목                                                         | 음악가                           | 연도      | 출처   |
| -- | ------------------------------------------------------------ | -------------------------------- | --------- | ------ |
| 50 | "Meant to Be"                                                | 비비 렉사와 플로리다 조지아 라인 | 2017–18   | [ 6 ]  |
| 34 | "Body Like a Back Road"                                      | 샘 헌트                          | 2017      | [ 7 ]  |
| 24 | "I Hope"                                                     | 개비 배럿                        | 2020–현재 | [ 8 ]  |
| 24 | "Cruise"                                                     | 플로리다 조지아 라인             | 2012–13   | [ 7 ]  |
| 21 | "I'll Hold You in My Heart (Till I Can Hold You in My Arms)" | 에디 아널드                      | 1947–48   | [ 9 ]  |
| 21 | "I'm Moving On"                                              | 행크 스노                        | 1950      | [ 9 ]  |
| 21 | "In the Jailhouse Now"                                       | 웹 피어스                        | 1955      | [ 9 ]  |
| 21 | "10,000 Hours"                                               | 댄 + 셰이와 저스틴 비버          | 2019–20   | [ 10 ] |
| 20 | "I Don't Hurt Anymore"                                       | 행크 스노                        | 1954      | [ 11 ] |
| 20 | "Crazy Arms"§                                                | 레이 프라이스                    | 1956      | [ 12 ] |
| 19 | "Walk On By"                                                 | 르로이 반 다이크                 | 1961–62   | [ 9 ]  |
| 19 | "Bouquet Of Roses"                                           | 에디 아널드                      | 1947–48   | [ 9 ]  |
| 19 | "The Bones"                                                  | 매런 모리스                      | 2020      | [ 13 ] |
| 18 | "H.O.L.Y."                                                   | 플로리다 조지아 라인             | 2016      | [ 7 ]  |
| 17 | "Heartbreak Hotel"                                           | 엘비스 프레슬리                  | 1956      | [ 9 ]  |
| 17 | "Slowly"                                                     | 웹 피어스                        | 1954      | [ 9 ]  |
| 17 | "Slippin' Around"                                            | 지미 웨이클리와 마거릿 휘팅      | 1949–50   | [ 9 ]  |
| 17 | "Die a Happy Man"                                            | 토머스 렛                        | 2015–16   | [ 14 ] |
| 16 | "Love's Gonna Live Here"                                     | 벅 오언스                        | 1963–64   | [ 7 ]  |
| 16 | "Lovesick Blues"                                             | 행크 윌리엄스                    | 1949–50   | [ 9 ]  |
| 16 | "Smoke! Smoke! Smoke! (That Cigarette)"                      | 텍스 윌리엄스                    | 1947–48   | [ 9 ]  |
| 16 | "New Spanish Two Step"                                       | 밥 윌스                          | 1946–47   | [ 9 ]  |
| 16 | "Guitar Polka"                                               | 알 덱스터                        | 1946–47   | [ 9 ]  |

참고
- 가 있는 노래는 1944년부터 1958년까지 출판된 "모스트 플레이드 인 주크박스 차트"에서 나온 기록이다.
- 가 있는 노래는 1949년부터 1958년까지 출판된 "모스트 플레이드 바이 자키 차트"에서 나온 기록이다.

## 1위를 가장 많이 한 음악가
아래의 목록은 2019년 12월 25일 기준으로 컨트리 차트에서 총 50주 넘게 1위를 차지했던 음악가이다.
| 1위 횟수 (주) | 음악가               | 출처   |
| ------------- | -------------------- | ------ |
| 106           | 플로리다 조지아 라인 | [ 15 ] |
| 84            | 조지 스트레이트      | [ 16 ] |
| 82            | 벅 오언스            |        |
| 72            | 팀 맥그로            |        |
| 72            | 케니 체스니          |        |
| 60            | 앨런 잭슨            |        |
| 57            | 소니 제임스          |        |
| 56            | 멀 해거드            |        |
| 53            | 토비 키스            |        |
| 52            | 샘 헌트              |        |
| 50            | 키스 어번            |        |
| 50            | 비비 렉사            |        |